# Семень-Наджечни
Семень-Наджечни (пол. Siemień Nadrzeczny) — село в Польщі, у гміні Ломжа Ломжинського повіту Підляського воєводства.
Населення — 334 особи (2011).
У 1975-1998 роках село належало до Ломжинського воєводства.

## Демографія
Демографічна структура станом на 31 березня 2011 року:
|          | Загалом | Допрацездатний вік | Працездатний вік | Постпрацездатний вік |
| -------- | ------- | ------------------ | ---------------- | -------------------- |
| Чоловіки | 170     | 42                 | 111              | 17                   |
| Жінки    | 164     | 21                 | 107              | 36                   |
| Разом    | 334     | 63                 | 218              | 53                   |